# Roger François
Joseph Roger François (Romans-sur-Isère, 7 ottobre 1900 – Parigi, 15 febbraio 1949) è stato un sollevatore francese.
Ha partecipato a tre edizioni dei giochi olimpici (1924, 1928 e 1932) vincendo una medaglia d'oro ad Amsterdam 1928.

## Palmarès
Olimpiadi
- 1 medaglia:
  - 1 oro (pesi medi ad Amsterdam 1928)

Mondiali
- 1 medaglia:
  - 1 oro (pesi massimi leggeri a Tallinn 1922)